# Better Than Ezra
Better Than Ezra is een Amerikaanse alternatieve rock & postgrunge band, opgericht in 1988.

## Bezetting

### Huidige leden
- Tom Drummond - basgitaar & achtergrond zang (1988 - heden)
- Kevin Griffin - gitaar, piano & zang (1988 - heden)
- James Arthur Payne Jr. - gitaar, toetsen & achtergrond zang (1996 - heden)
- Michael Jerome - drums (2009 - heden)

### Voormalige leden
- Cary Bonnecaze - drums & achtergrond zang (1988 - 1996)
- Travis McNabb - drums (1996 - 2009)
- Joel Rundell - gitaar & achtergrond zang (1988 - 1990, overleden)

## Discografie

### Albums
Tussen haakjes totaal aantal weken in de lijst
| Titel                                   | Jaar | Charts           | Charts          | Charts           | Opmerkingen   |
| Titel                                   | Jaar | NL Album Top 100 | VL Ultratop 200 | VS Billboard 200 | Opmerkingen   |
| --------------------------------------- | ---- | ---------------- | --------------- | ---------------- | ------------- |
| Surprise                                | 1990 | -                | -               | -                | -             |
| Deluxe                                  | 1993 | -                | -               | 35 (42wk)        | -             |
| Friction, Baby                          | 1996 | -                | -               | 64 (19wk)        | -             |
| How Does Your Garden Grow?              | 1998 | -                | -               | 129 (1wk)        | -             |
| Closer                                  | 2001 | -                | -               | 110 (3wk)        | -             |
| Artifakt                                | 2001 | -                | -               | -                | Verzamelalbum |
| Live at the House of Blues, New Orleans | 2004 | -                | -               | -                | Livealbum     |
| Greatest Hits                           | 2005 | -                | -               | -                | Verzamelalbum |
| Before the Robots                       | 2005 | -                | -               | 84 (3wk)         | -             |
| Paper Empire                            | 2009 | -                | -               | 62 (1wk)         | -             |
| Live at JazzFest 2013                   | 2013 | -                | -               | -                | Livealbum     |
| Surprise (Heruitgave)                   | 2014 | -                | -               | -                | -             |
| All Together Now                        | 2014 | -                | -               | 43 (1wk)         | -             |
| Super Magick                            | 2024 | -                | -               | -                | -             |

### Ep's
Tussen haakjes totaal aantal weken in de lijst
| Titel           | Jaar | Charts           | Charts          | Charts           | Opmerkingen |
| Titel           | Jaar | NL Album Top 100 | VL Ultratop 200 | VS Billboard 200 | Opmerkingen |
| --------------- | ---- | ---------------- | --------------- | ---------------- | ----------- |
| Death Valley EP | 2011 | -                | -               | -                | -           |

### Singles
Tussen haakjes totaal aantal weken in de lijst
| Titel                | Jaar | Charts    | Charts            | Charts         | VS Billboard Charts | VS Billboard Charts | VS Billboard Charts | VS Billboard Charts    | VS Billboard Charts | Opmerkingen |
| Titel                | Jaar | NL Top 40 | NL Single Top 100 | VL Ultratop 50 | Hot 100             | Adult Pop Songs     | Alternative Songs   | Mainstream Rock Tracks | Pop Songs           | Opmerkingen |
| -------------------- | ---- | --------- | ----------------- | -------------- | ------------------- | ------------------- | ------------------- | ---------------------- | ------------------- | ----------- |
| Good                 | 1995 | -         | -                 | -              | 30 (20wk)           | -                   | 1 (5wk) (26wk)      | 3 (26wk)               | 17 (22wk)           | -           |
| In the Blood         | 1995 | -         | -                 | -              | -                   | -                   | 4 (26wk)            | 6 (19wk)               | -                   | -           |
| Rosealia             | 1995 | -         | -                 | -              | 71 (12wk)           | -                   | 24 (11wk)           | -                      | 39 (1wk)            | -           |
| King of New Orleans  | 1996 | -         | -                 | -              | -                   | -                   | 5 (17wk)            | 7 (15wk)               | -                   | -           |
| Desperately Wanting  | 1997 | -         | -                 | -              | 48 (20wk)           | 37 (14wk)           | 11 (26wk)           | 10 (22wk)              | 33 (6wk)            | -           |
| Long Lost            | 1997 | -         | -                 | -              | -                   | -                   | -                   | -                      | -                   | -           |
| Normal Town          | 1997 | -         | -                 | -              | -                   | -                   | -                   | -                      | -                   | -           |
| One More Murder      | 1998 | -         | -                 | -              | -                   | -                   | 32 (6wk)            | -                      | -                   | -           |
| At the Stars         | 1999 | -         | -                 | -              | 78 (4wk)            | 23 (14wk)           | 17 (17wk)           | -                      | 25 (10wk)           | -           |
| Like It Like That    | 1999 | -         | -                 | -              | -                   | -                   | -                   | -                      | -                   | -           |
| Extra Ordinary       | 2001 | -         | -                 | -              | -                   | 13 (26wk)           | 35 (7wk)            | -                      | -                   | -           |
| A Lifetime           | 2005 | -         | -                 | -              | -                   | 13 (26wk)           | -                   | -                      | -                   | -           |
| Our Last Night       | 2005 | -         | -                 | -              | -                   | 28 (11wk)           | -                   | -                      | -                   | -           |
| Juicy                | 2006 | -         | -                 | -              | -                   | 19 (20wk)           | -                   | -                      | -                   | -           |
| Absolutely Still     | 2009 | -         | -                 | -              | -                   | -                   | -                   | -                      | -                   | -           |
| Just One Day         | 2009 | -         | -                 | -              | -                   | -                   | -                   | -                      | -                   | -           |
| Crazy Lucky          | 2014 | -         | -                 | -              | -                   | 28 (9wk)            | -                   | -                      | -                   | -           |
| Gonna Get Better     | 2014 | -         | -                 | -              | -                   | -                   | -                   | -                      | -                   | -           |
| Grateful             | 2018 | -         | -                 | -              | -                   | -                   | -                   | -                      | -                   | -           |
| In Your Eyes         | 2020 | -         | -                 | -              | -                   | -                   | -                   | -                      | -                   | -           |
| Werewolves of London | 2021 | -         | -                 | -              | -                   | -                   | -                   | -                      | -                   | -           |
| Mystified            | 2023 | -         | -                 | -              | -                   | -                   | -                   | -                      | -                   | -           |
| Contact High         | 2023 | -         | -                 | -              | -                   | -                   | -                   | -                      | -                   | -           |
| Live a Little        | 2024 | -         | -                 | -              | -                   | -                   | -                   | -                      | -                   | -           |